# Arlington (Teksas)
Arlington je grad u američkoj saveznoj državi Teksas. Upravno pripada okrugu Tarrant. Sedmi je grad po broju stanovnika u Teksasu i 50. u SAD-u.

## Zemljopis
Arlington se nalazi u Okrugu Tarrant, 19 km istočno od centra grada Fort Wortha čije je predgrađe i 32 km zapadno od Dallasa.
Grad se prostire na 258,20 km², od čega je kopneno područje 249,90 km², dok vodenih područja ima 8,30 km².

## Stanovništvo
Prema popisu stanovništva iz 2000. godine grad je imao 332.969 stanovnika,124.686 domaćinstava i 85.035 obitelji. Prosječna gustoća naseljenosti je 1341 stan./km².
Prema rasnoj podjeli u gradu živi najviše bijelaca, 67,69%, Afroamerikanaca ima 13,73%, Azijata 6,01%, Indijanaca 0,55%, stanovnika podrijetlom s Pacifika 0,14%, ostalih rasa 8,94% te izjašnjenih kao dvije ili više rasa 2,94%. Od ukupnoga ima stanovnika njih 18,27% su Latinoamerikanci ili Hispanoamerikanci.

## Gradovi prijatelji
- Bad Königshofen, Njemačka

## Vanjske poveznice
- Službene stranice grada (engl.)

### Ostali projekti
|  | Zajednički poslužitelj ima još gradiva o temi Arlington, Teksas |